# Горење Јесенице
Горење Јесенице (словен. Gorenje Jesenice) је насељено место у општини Шентруперт, регија Југоисточна Словенија, Словенија.

## Историја
До територијалне реорганизације у Словенији било су у саставу старе општине Требње.

## Становништво
У попису становништва из 2011. године, Горење Јесенице имало је 111 становника.
| Број становника према пописима | Број становника према пописима | Број становника према пописима |
| ------------------------------ | ------------------------------ | ------------------------------ |
| 1991                           | 2002                           | 2011                           |
| 115                            | 111                            | 111                            |

Напомена: Године 2009. извршена је мање размене територија између насеља Горење Јесенице и Храстовица (Мокроног-Требелно), Горење Јесенице и Мост (Мокроног-Требелно), Горење Јесенице и Мартиња вас при Мокроногу (Мокроног-Требелно), и Горење Јесенице и Пушчава (Мокроног-Требелно).